# Kabala i razine tijela
Ljudsko tijelo nije nikada bilo izričitom temom Kabale (קׇבָּלָה). Govorilo se o fizičkom tijelu (hebr. גוּף guf), ali nikada o višim razinama tijela kao što je to slučaj u hinduističkoj jogi, ili u kršćanstvu, na primjer Pavao koji govori, u 1. poslanici Korinćanima o uskršavanju duhovnog (soma pneumatikos), a ne zemaljskog, fizičkog tijela. Ipak mnoga spominjanja ne samo fizičkog tijela u Kabali, kao na primjer Božjeg tijela u knjizi Šiur Koma (שיעור קומה), stvaranje umjetnog čovjeka (Golem), ukazuju na potrebu jednog sustavnog razmatranja tijela, ne samo tijela u ovom fizičkom (Asija) svijetu, nego i u višim svjetovima (Jecira, Beria, Acilut).  Ta potreba je vidljivija ako se ima na umu govor o reinkarnaciji (gilgul: ponovno utjelovljenje) u Kabali i tijelo Adama Kadmona koje nije od ovog, fizičkog svijeta, nego se javlja prije najviše razine svjetova, prije svijeta Acilut. Stoga je svrha ovog članka ukazati na potrebu tematiziranja višeslojnosti ljudskog tijela ili, na postojanje viših razina tijela.

## Odnos duše i tijela
Riječ „duša“ označuje ono što oživljuje, sve razine svijesti u čovjeku (ili drugom živom biću).
Prema starom midraškom izvoru (Berešit Rabba 14:9), u Kabali i hasidizmu govori se o pet razina ili stupnjeva duše:
1)  Nefeš ("stvorenje" – niža duša) odnosi se na vanjsko ponašanje.
2)  Ruah ("duh") odnosi se na emocije.
3)  Nešama ("unutarnja duša") odnosi se na um i inteligenciju.
4)  Haja ("živuća") odnosi se na most između prvog bljeska svjesnog uvida i iznad svjesnog izvora. Iskustvo Božje svijesti koja neprekidno stvara svijet.
5)  Jehida ("jedincata") odnosi se na krajnje jedinstvo duše u Bogu, očitovano čistom vjerom, apsolutnom pobožnošću i spremnošću da se za Boga žrtvuje vlastiti život.
Slika čovjeka u Kabali obuhvaća raspon od svijeta Asija do svijeta Acilut. Razine duše bit će u funkciji razine emanacije (kao i u slučaju četiri svijeta): nižim svjetovima pripast će niži slojevi duše, tako da se može uspostaviti korelacije između određenog svijeta i određene duše što je prikazano u sljedećoj tablici:
| Razina svijeta | Razina duše | usmjerena je na:            | |
| Asija          | nefeš       | fizički, konkretni vid bića | animalna duša: duša koja održava tijelo živim; „životna snaga što održava dušu vezanu za tijelo“                                                          |
| Jecira         | ruah        | vidljivi vid bića           | emocionalna duša; svijest koja osjeća, i u kojoj se odslikavaju sefiroti.                                                                                 |
| Beria          | nešama      | snagosni vid bića           | svijest koja misli i formira pojmove = svijest o; misaona duša: ona koja misli o sefirotima, u kojoj se ogleda narav sefirota kao neko unutarnje iskustvo |
| Acilut         | haja        | logosni vid bića            | svijest koja je prožeta naravi same sefira, poistovjećena s njim; očituje se u vjeri i kontemplaciji.                                                     |
| En Sof         | jehida      |                             | |

Odnos duše i tijela Aristotel oprimjeruje na odnosu jednog tjelesnog organa - oka, i duševne funkcije - gledanje, koje je s okom povezano: "Ako bi oko bilo živo biće, vid bi bio njegova duša. Oko je materija (hyle) vida."

### Odnos mogućnost-zbiljnost
Primjer: duša Haja sluša u tijelu unutarnjeg zvuka; tijelo je pritom potencija (heb: kohiut)) slušanja, a duša je aktualizacija (heb: l'maase), realizacija (heb: hitmamšut, mimuš) te potencije.
Aristotel (412 b20): „Kad bi oko bilo živo biće (zoon) tad bi viđenje (he opsis) bilo njegovom dušom (he psyhe)“. 
Spinoza: Duh i tijelo su jedna te ista stvar (una eadem res); gledana pod atributom mišljenja ona je duh (mens), pod atributom protežnosti ona je tijelo (corpus). Etika III. dio, propozicija 2, sholium.

### Odnos prostor-funkcija
Tijelo je prostor djelovanja duše; ono što se u tom prostoru odvija to su funkcije duše. One se protežu od čisto fiziologijskih (duša Nefeš) do najviših koje transcendiraju  k Bogu – to je prisustvo samog Boga, njegove volje i uma u tijelu (duša Haja i Jehida).
Duša Nefeš oživljava, stavlja u funkciju pojedinih dijelova tijela;
Duša Ruah gleda unutarnje slike; 
Duša Nešama doživljava pokret unutarnje snage.
Ako uzmemo za primjer tijelo unutarnjeg zvuka onda je duša Haja ta koja čuje tihi šapat unutarnjeg zvuka. Funkcija tijela unutarnjeg zvuka svodi se na ono što čini duša Haja. Je li to tijelo u kojem duša čuje, ili je to duša Haja koja čuje u tom tijelu?
Prostor u kojemu duša čuje je tijelo unutarnjeg zvuka;
Funkcija (djelatnost života) koja se u tom prostoru odvija: slušanje unutarnjeg zvuka, čini dušu Haja.
Definicija: Tijelo je prostor u kojem djeluje Bog kroz dušu, kao neka određena duša; tijelo je mogućnost da duša bude djelatnost u tijelu.
U fizičkom tijelu kao duša Nefeš; u tijelu unutarnje slike kao duša Ruah; u tijelu unutarnjeg pokreta kao duša Nešama; u tijelu unutarnjeg zvuka kao duša Haja; u tijelu unutarnjeg svjetla kao duša Jehida.

### Odnos snaga-forma
Koji su uzroci tomu da psihička snaga biva oblikovana i pokrenuta nekim određenim likovima?
Ponašanje se sastoji u tome da baš određene forme oblikuju i pokreću duševnu snagu, ali zašto upravo ti-i-ti oblici, i odakle oni potječu?
a)    Odozdo – iz životnih nagona i tjelesnih potreba;
b)     Odozgo – iz svijeta ideja koje individua nalazi u običajima okoline ili u domeni kulture.  
Ne zna se iz čega proizlazi sama snaga psihe (psihotnina), no po uobičajenom znanstvenom stanovištu ona je učinak rada živčanog sustava – govori se o fiziološkim osnovama psihičkih pojava. U vidokrugu religije duša se shvaća kao modus prisustva Boga u tijelu.
Ako duša ima svoj temelj u tijelu i ono joj je nužan ali ne i dovoljan uzrok, tada su razinama duše uzroci u različitim razinama tijela pa treba istražiti što je to tjelesno u tijelu unutarnje slike što bi bilo uzrokom duši Ruah; isto tako treba istražiti što je uzrok duši Nešama u tijelu unutarnje snage, a što duši Haja u tijelu unutarnjeg zvuka.
  Čini se prihvatljivim, sa stanovišta znanosti, da je u fizičkom tijelu rad živčanog sustava energijska osnova duši Nefeš, iako je sa stanovišta filozofijske psihologije duša Nefeš ona koja oživljava tjelesne organe, dakle; psihičko bi bilo uzrok životu fizičkog, a ne obrnuto.
Nije mozak uzrok umnim procesima, nego je on mjesto percepcije tih istih procesa. Na primjer, nije mozak taj koji proizvodi mudrost, nego je on tek mjesto očitovanja Božje mudrosti; po Kabali, mudrost otprije postoji kao Božji atribut (Hokma) koji po Božjoj volji emanira kao sefira Hokma, a ova se očituje: 
·        u svijetu Beria kao vrlina bitul (otklanjanje egocentričnosti) i kao duševna moć uvida u smisao cjeline;
·        u svijetu Jecira kao emocija divljenja koja prati duševnu moć uvida u Božju mudrost;
·        u svijetu Asija kao neko mudro djelovanje.
Iz znanstvenog očišta svi umni procesi, emocije, vitalni procesi, i slično smatraju se organski vezani uz funkcioniranje mozga. Međutim, iz očišta duhovne tradicije Kabale čitav svijet oko nas je prostor ispunjen svim Božjim atributima, ili, bolje rečeno, Božja narav je protegnuta u prostor oko nas; taj prostor je ekstenzija Božje naravi. Ono što čovjek u znanosti geometrije označuje kao prostor, naime tri dimenzije geometrijskog prostora, samo je apstrakcija od sveukupnog bogatstva Božjeg prostora, zvanog sveti prostor (makom hakodeš). Posao čovjeka je činiti prostor našeg tijela što prikladnijim za otkrivanje što većeg dijela bogatstva sadržanog u svetom prostoru oko nas (makom hakodeš). U praksi to znači djelovati tako kao da se krećemo u posvećenom prostoru: sve na što nailazimo oko sebe otkrit će nam jedan od vidova bogatstva Božje naravi: stolica koju gledam, knjiga na stolu, a što tek kad ugledam planine – tada se to pojavljuje sam Bog u vidu svoje veličanstvenosti.

## Mistička spoznaja
Praksa Kabale podrazumijeva konkretne postupke koji joj pripadaju kao mističkom pristupu sadržajima Biblije. Pod mističkim pristupom razumijemo onaj pristup u kojem znanju ili vjerovanju pridolazi osvjedočenje vlastitim življenjem. Biti mistik znači biti to što se zna ili vjeruje. Ako imamo spoznaju o višim razinama tijela onda se mistika sastoji u tome da i budemo ta ista tijela o kojima imamo spoznaju.
Budući Kabala podrazumijeva tri vida – teozofijski, meditativni, teurgijski, to će onda postupci (koraci metode) biti specifični za svaki od tih vidova Kabale. 
U teozofijskoj Kabali: tumačenje biblijskog teksta na razini Sod, na pr. kad se u Bibliji spominje ljepota onda nju treba tumačiti tako kako je ona iz-govorena u Boga i, kako ju opaža duša Haja u svijetu Acilut. 
U meditacijskoj Kabali: uzdizanje ili sublimacija životnih poriva na više razine, tako da se u:
svijetu Jecira – uživa u čistim likovima bića, na primjer u slikarstvu; svijetu Beria – zadobiva svijest o kretanju snage u tijelu, na primjer u baletu; svijetu Acilut – sluša Božji govor u molitvi.

### Spoznaja tijela u Kabali
Opažati, osjećati, misliti, htjeti ne samo u prostoru vlastitog tijela, nego kao da to činimo u čitavom prostoru koji nas okružuje. 
Tijelo (soma) i duša (psiha) su dva vida jedne te iste stvarnosti. Kad gledamo vlastitu ruku tada je soma vid ono što vidimo izvana kao tjelesnu ruku; psiha vid je ono što se zbiva unutar ruke, a to je umno zbivanje snage ili umno uređena dinamika ruke. 
Vanjski vid ruke može se spoznati na razini:
duše Nefeš – tako da gledamo ruku; 
duše Ruah – emocionalno doživljavajući izgled ruke;
Unutarnji vid ruke može se spoznati na razini:
tijela unutarnjeg pokreta – tako da osjećamo kretanje snage; 
duše Nešama – tako da smišljamo umni obrazac ponašanja, što se naziva vrlinom.

## Razine tijela

### Uvodno o razinama tijela
Govor o razinama tijela nužno upućuje na više razine svjetova (olamot). Viši svjetovi u Kabali i nisu baš tako daleko od nas, niti su, kao što ih predstavljamo visoko iznad nas. Ti su svjetovi u nama, pa ih nalazimo onda kad se u sebi usmjerimo na njih kao na dimenzije našeg sveukupnog bića. Realan je ovaj tu svijet (Asija), ali ako usmjerimo svijest na svijet pod vidom same (čiste) forme, onda smo se usmjerili na svijet forme, a to je svijet Jecira (svijet oblikovanja). Isto tako, ako usmjerimo svijest na ovaj tu svijet pod vidom kretanja snage, na njegovu unutarnju dinamiku, tada smo se usmjerili na svijet kretanja snage, a to je svijet Beria. Ako usmjerimo svijest na svijet pod vidom logosa (mišljenja i govora), tada smo se usmjerili na svijet logosa, a to je svijet Acilut. I, to su četiri svijeta (arba olamot). Uzimajući u obzir razine osjetila možemo razlikovati i razine ljudskog tijela u višim svjetovima. Za tijelo je karakteristično to da uspostavlja kontakt s okolinom, bilo osjetilnim organima (uho, oko, nos, koža, usta,…) bilo organima akcije (jezik, ruke, noge,…). Fizičkim organima uspostavljaju se odnosi s fizičkom okolinom   da bismo mogli čuti, vidjeti, osjetiti, onjušiti ono što se zbiva u fizičkoj okolini (izvan nas i u nama). Međutim postoje i osjetila kojima možemo percipirati unutarnje zvukove, unutarnje slike, unutarnji pokret – takve koje ne bismo mogli percipirati fizičkim osjetilima; za to su potrebna unutarnja osjetila, a njih mogu imati samo pripadna im tijela na višim razinama svjetova (arba olamot): tijelo unutarnje slike, tijelo unutarnjeg pokreta, tijelo unutarnjeg zvuka. 
Svakoj duši je potrebno tijelo kao instrument opažanja svijeta, pa tako i višim razinama duše Ruah, Nešama, Haja.
1.      Da bi duša Ruah mogla opažati čiste likove – one koje nisu vezani uz nešto materijalno, i reagirati na njih emocionalnim doživljajem, ona mora imati tijelo, ili postojati pod vidom tjelesnosti s pripadnim osjetilom unutarnjeg vida. Na taj način postuliramotijelo unutarnjeg vida.
2.      Da bi duša Nešama mogla osjetiti kretanje čiste snage kao takve i reagirati na to kretanje umnim obrascima koje zovemo vrlinama, ona mora postojati pod vidom tjelesnosti kao tijelo unutarnjeg pokreta kojemu pripada i osjetilo za unutarnji dodir/pokret. Na taj način postuliramo tijelo unutarnjeg pokreta.
3.      Da bi duša Haja mogla čuti čiste zvukove – one koji nisu rezultat vibriranja nekog fizičkog predmeta, i reagirati na njih „svetim“ slušanjem (glazbe kao govora Božjeg), ona mora imati tijelo ili, biti pod vidom tjelesnosti ili tijela unutarnjeg govora s pripadnim osjetilom unutarnjeg sluha.
Dakle može se postulirati postojanje sljedećih razina tijela:
Tijelo unutarnjeg vida s osjetilom unutarnjeg vida;
Tijelo unutarnjeg pokreta s osjetilom unutarnjeg dodira;
Tijelo unutarnjeg govora s osjetilom unutarnjeg sluha. 

### Razine tijela po Kabali
To je prostor u kojem boravi Bog, nastanjuje svoj um i snagu da bi kroz, u taj prostor ugrađenu fiziologiju ( = logos prirode) mogao On djelovati u svijetu. Ipak, u ljudskom tijelu Bog je konkretiziran, postaje neko djelotvorno biće (zapravo neki Tko) i, u tom smislu, Bog potrebuje svakog pojedinačnog čovjeka.
Budući da Bog ispunja ljudsko tijelo, a Bog silazi (emanira) u tijelo ( u svijetu Asija) kroz četiri razine (olamot), onda se može u ovom jednom jedinstvenom tijelu razlučiti četiri razine tijela analogno razinama Božjeg stvaranja:
a)      Bog govori => razina tijela unutarnjeg govora;
b)      Bog iz sebe izvodi snagu => razina tijela unutarnjeg pokreta;
c)      Bog iz sebe izvodi likove => razina tijela unutarnjeg vida;
d)     Bog stvara konkretno biće => ovo fizičko tijelo.
U ovom jednom, jedinstvenom tijelu može se razlučiti četiri razine tijela i to po stupnju emaniranja iz Božje biti (acmut). Ako se u duši (svijesti) uzdižemo, što znači umirujemo i profinjujemo razinu mentalne aktivnosti, utoliko možemo osvijestiti sve više razine tijela – ovog prostora u kojem obitava Bog.
a)      Uzdižući se do razine čistih likova – gledajući bića i pritom zanemarujući tvar od koje su sačinjena kao da su čista forma, i ako na isti način gledamo svoje tijelo, tada je to tijelo unutarnjeg vida – čista forma tijela.
b)      Uzdižući se do razine događanja snage u bićima – osjećajući bića kao mjesto događanja snage (poglavito Božje), i ako na isti način osjetimo i svoje tijelo kao da je mjesto događanja Božje snage, tada je to tijelo unutarnjeg pokreta – čista snaga tijela.
c)      Uzdižući se do razine logosa (um, govor) u bićima – kao da čujemo u njima govor, kao da ona govore, tj. izražavaju sebi inherentnu umnost i iz-govorivost, i ako na isti način „slušamo“ svoje tijelo kao da je ono mjesto u kojem govori Bog, tada je to tijelo unutarnjeg govora – čisti logos tijela.

## Praksa Kabale na razinama tijela

### Uvodno o praksi tijela u Kabali
Da bismo ustanovili praksu Kabale na višim razinama tijela - tijelo unutarnje slike, tijelo unutarnjeg pokreta, tijelo unutarnjeg govora (ili zvuka) - trebalo bi prethodno odgovoriti na tri pitanja:
1. Što je to čisti lik[4] Božjih atributa koji pripadaju sefirotima?
2. Što je to sama čista snaga[5] svakog od pojedinih Božjih atributa?
3. Što je to čisti zvuk[6] (ili riječ) pripadan svakom od Božjih atributa?

Što je to čisti lik, to doznajemo postupkom gledanja u tijelu unutarnje slike; što je to čista snaga to doznajemo u tijelu unutarnjeg pokreta; što je to čisti zvuk to doznajemo slušanjem u tijelu unutarnjeg govora. 
Da bismo mogli boraviti u nekom od viših svjetova moramo se odgovarajućim tijelom, razinom tijela, uzdignuti do odgovarajuće više razine svijeta, tako, ako želimo boraviti u:
svijetu Jecira – moramo se uzdignuti u tijelo unutarnje slike, biti to tijelo;
svijetu Beria  – moramo se uzdignuti u tijelo unutarnjeg pokreta, biti to tijelo;
svijetu Acilut  – moramo se uzdignuti u tijelo unutarnjeg govora, biti to tijelo;
To uzdizanje podrazumijeva određenu praksu koja može biti posuđena iz drugih duhovnosti, na primjer iz joge, daoizma, ...Na primjer, 

### Za uzdizanje tijela u svijetuAsija
Praksa na razni fizičkog tijela sastoji se u: kultiviranju tijela, na primjer, s pomoću joga-asana, kultiviranje disanja s pomoću  pranajame;

#### Praksa asana povezana sa sefirotima
Postavimo se u neku asanu, napr. Kobru (Bhuđangasana), ostanemo u njoj 10-15 sekundi i normalno (nenaporno) dišemo. Kad nam je postalo ugodno u asani tada počinjemo misliti odgovarajuću sefira – onu koja pripada dijelu tijela koji je najviše aktiviran dotičnom asanom. U slučaju Kobre to su ruke i donji dio kralježnice; sefiroti za ruke su Hesed (za desnu ruku) i Gevura (za lijevu ruku), Jesod za donji dio kralježnice. Dakle, pokušajmo misliti ta tri sefirota dok smo u položaju Kobre. No, kako misliti sefirote?
Tako da osvjestimo( mislimo) dio tijela i pritom u sebi mislimo ime sefirota, na pr. pojačano osjećamo područje donjeg trbuha (zdjelicu) i mislimo (u sebi izgovaramo): „Jesod“. Naravno, da pritom imamo na umu što stoji iza same riječi „Jesod“, a to je Božji atribut utemeljivanja svega – to da je Bog temelj svemu i izvor svega živoga. Potvrdu za rečeno imamo u Bibliji (1 Ljet 29:11; Psalmi 36,10). Mišljenjem sadržaja sefirota mi se zapravo uzdižemo i otvaramo snazi Božjeg atributa. Psihološko načelo koje je toj praksi u temelju jest ovo: kamo ide misao tamo ide i energija. Znači ako u području zdjelice mislimo sefira Jesod, tada tamo šaljemo energiju, ali ne našu ograničenu energiju, nego pripuštamo u taj dio tijela onu energiju koja dolazi od Boga emaniranu („kanaliziranu“) kroz sva četiri svijeta kroz sefira Jesod.

#### Bitno je usmjeravanje svijesti
| Usmjeravanjem svijesti tako da bude potpuno zaokupljena, prožeta, | Dospijevamo do razine tijela: |
| na sam oblik predmeta                                             | unutarnjeg vida               |
| na samu snagu predmeta                                            | unutarnjeg pokreta            |
| na sam zvuk predmeta                                              | unutarnjeg govora             |

### Uzdizanje tijela u svijetuJecira
Ako u tijelu usmjerimo svijest na tijelo pod vidom čiste forme, onda smo dodirnuli tijelo forme (tijelo unutarnje slike); njemu korespondira duša Ruah koja gleda čiste likove (ideje) i emocionalno reagira na njih. To tijelo je prisutno onda kad u sebi gledamo čiste likove, ne fizičkim okom, nego dušom Ruah. Za uzdizanje tijela u svijetu Jecira praksa je: odvlačenje osjetila od područja zlih poriva (jecer hara) i njihovo preusmjeravanje na područje dobrih poriva (jecer hatov). 

### Za uzdizanje tijela u svijetuBeria
Ako u tijelu usmjerimo svijest na kretanje snage kao nekakav unutarnji pokret, onda dodirujemo tijelo unutarnjeg pokreta; njemu korespondira duša Nešama koja osjeća kretanje snage i na nj reagira smišljanjem optimalnih umnih obrazaca.
Praksa je: hitbonenut (meditacija) i djelovanje u vrlini (lehagiv musari). 

### Za uzdizanje tijela u svijetuAcilut
Ako u tijelu usmjerimo svijest na tijelo pod vidom unutarnjeg govora, ili slušamo unutarnje zvukove u tijelu, tada dodirujemo tijelo unutarnjeg govora kojemu korespondira duša Haja koja čuje taj govor. 
Za uzdizanje tijela u svijetu Acilut  praksa je: molitva (hebr: tfila) prakticirana s kavana (כַוַנַה); zazivanje Božjih imena; priljubljivanje Bogu (hebr: d'vekut, doslovno "priljepljivanje") 

### Za uzdizanje tijela do Adam Kadmon
Ako u ovom tu, realnom tijelu usmjerimo svijest na unutarnje svjetlo koje prethodi svakom stvaranju i postoji kao beskrajno Božje svjetlo na razini En Sof (Or En Sof), onda imamo tijelo unutarnjeg svjetla kojemu korespondira duša Jehida koja je svijest tog svjetla, a ono je svjetlo te iste svijesti. Svijest i svijetlo su na razini En Sof istovjetni. Ako je tijelo – tijelo svijetla, a duša je svijest tog svijetla, onda je duša svijetlo tijela svijetla, pa slijedi da su duša i tijelo na toj razini istovjetni. To tijelo ima ime u Kabali, a to je Adam Kadmon   (praiskonski čovjek – ono što je čovjek u svijetlu En Sofa, ne treba brkati s prvim čovjekom u knjizi Postanka – Adam Rišon). Temeljna tehnika, ili postupak, za praksu tijela Adam Kadmona bila bi ova: uzdignuti svoje prirodno tijelo do suobličenosti Adam Kadmonu koji je slika Boga na razini koja prethodi emaniranju Božjih atributa kroz svjetove.

## Vanjske poveznice
- JewishEcyclopedia, Body in Jewish Theology (engl.)